# سوهان (طالقان)
سوهان هي قرية في مقاطعة طالقان، إيران. يقدر عدد سكانها بـ 355 نسمة بحسب إحصاء 2016.